# Kravljak (Đulovac)
Kravljak (1991-ig Kliški Kravljak) falu Horvátországban Belovár-Bilogora megyében. Közigazgatásilag Đulovachoz tartozik.

## Fekvése
Belovártól légvonalban 52, közúton 68 km-re délkeletre, Daruvár központjától légvonalban 20, közúton 26 km-re északkeletre, községközpontjától légvonalban 3, közúton 4 km-re északkeletre, Nyugat-Szlavóniában, a Papuk-hegység északi részén fekszik. 

## Története
Kravljak a 19. század első felében erdőirtással keletkezett a Papuk-hegység területén. 1921-ig Velika Klisa településrésze volt. Lakosságát csak 1931-től számlálták önállóan, akkor 66-an lakták. Az I. világháború után 1918-ban az új szerb-horvát-szlovén állam, majd később (1929-ben) Jugoszlávia része lett. 1941 és 1945 között a németbarát Független Horvát Államhoz, háború után a település a szocialista Jugoszláviához tartozott. 1991-től a független Horvátország része. 1991-ben lakosságának 89%-a horvát nemzetiségű volt. 1991 szeptemberében szerb erők szállták meg. A horvát hadsereg 127. verőcei dandárja 1991 novemberében az Orkan-91 hadművelet első szakaszában szabadította fel. A falunak 2011-ben 22 lakosa volt.

## Lakossága
| Lakosság változása | Lakosság változása | Lakosság változása | Lakosság változása | Lakosság változása | Lakosság változása | Lakosság változása | Lakosság változása | Lakosság változása | Lakosság változása | Lakosság változása | Lakosság változása | Lakosság változása | Lakosság változása | Lakosság változása | Lakosság változása |
| ------------------ | ------------------ | ------------------ | ------------------ | ------------------ | ------------------ | ------------------ | ------------------ | ------------------ | ------------------ | ------------------ | ------------------ | ------------------ | ------------------ | ------------------ | ------------------ |
| 1857               | 1869               | 1880               | 1890               | 1900               | 1910               | 1921               | 1931               | 1948               | 1953               | 1961               | 1971               | 1981               | 1991               | 2001               | 2011               |
| 0                  | 0                  | 0                  | 0                  | 5                  | 0                  | 0                  | 66                 | 85                 | 85                 | 120                | 92                 | 84                 | 79                 | 36                 | 22                 |

(1900-ban településrészként, 1931-től önálló településként. 1910-ben és 1921-ben lakosságát Velika Klisához számították.)

## Nevezetességei
A falu határában több sírhalom található, amelyek közül háromnak monumentálisak a méretei. A második oldalában sérülés látható. A halmok nagysága változó, átmérőjük néhány métertől 30 méterig terjed, míg magasságuk 1–8 méter közötti. A Hallstatti kultúra kaptoli csoportjához tartozó sírhalmok ma még feltáratlanok.